# Offerkälla

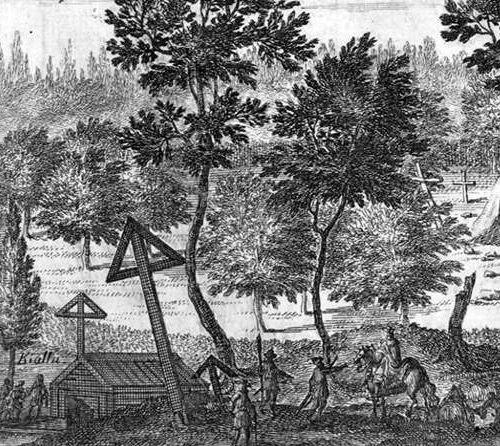
Ingemo källa i Suecia antiqua et hodierna

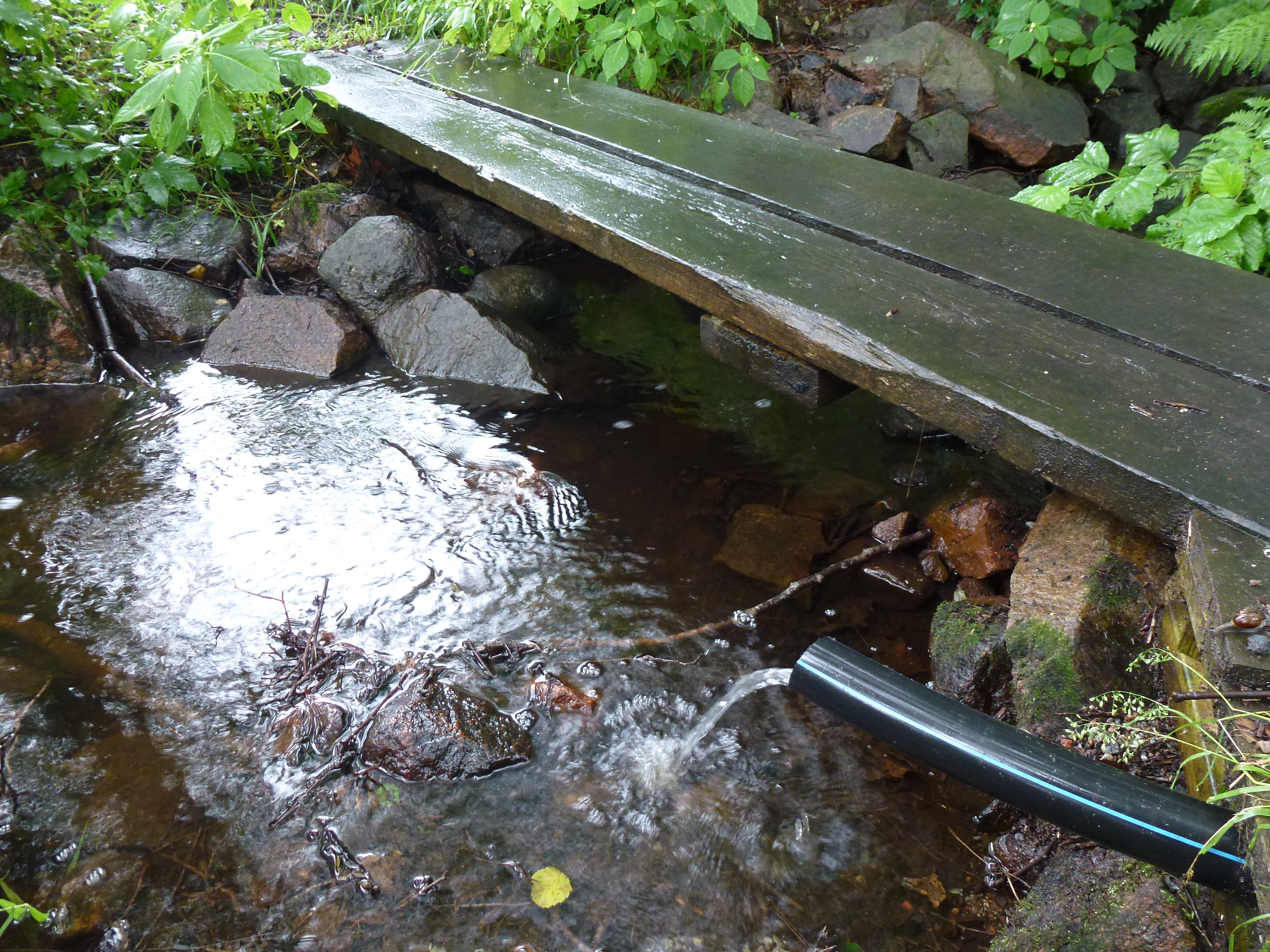
Mjölnarens källa i Sollentuna

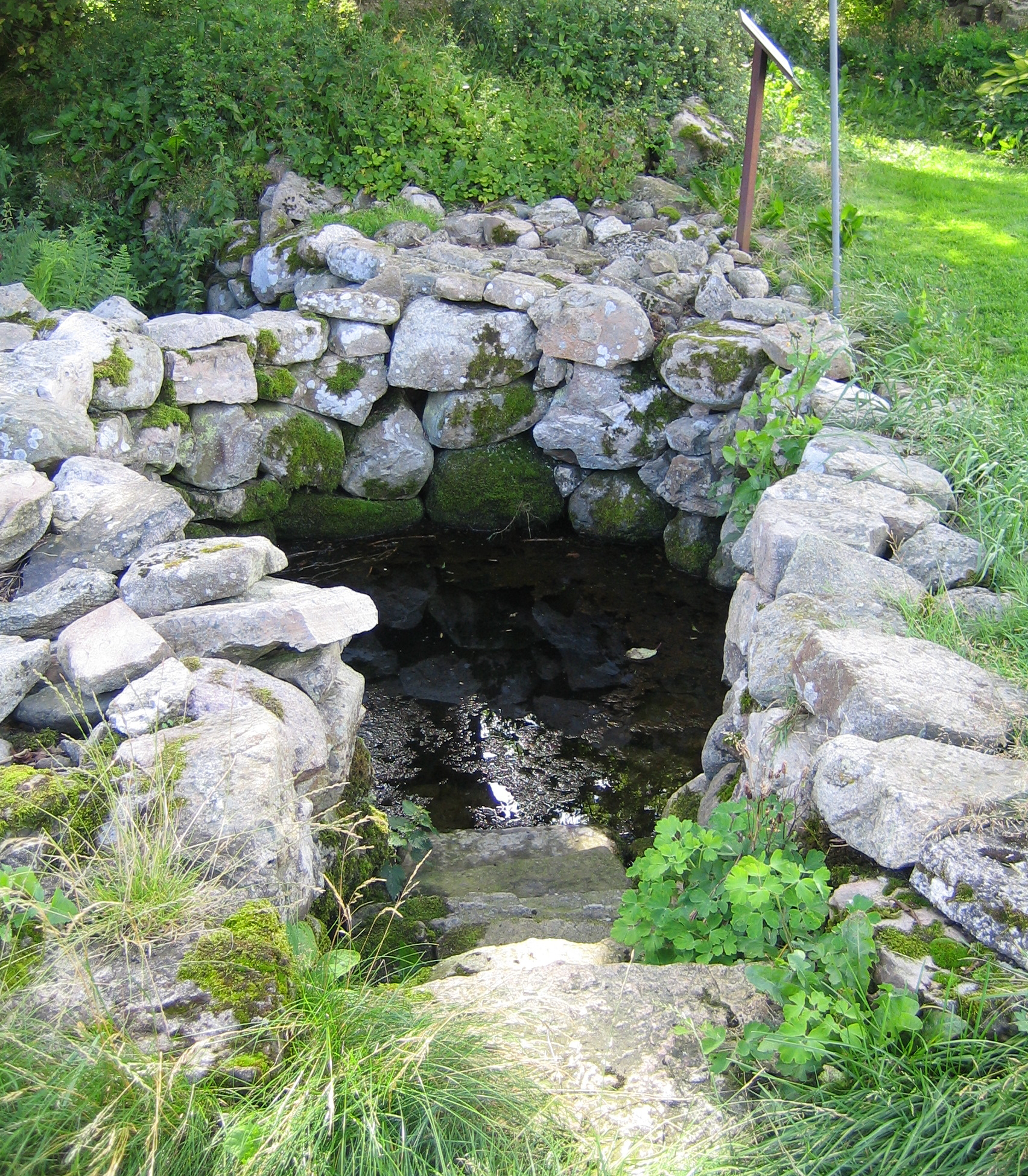
Sankt Olofs källa

Offerkälla kallas en vattenkälla som varit föremål för offerriter och där man offrat mynt och föremål av värde. En offerkällas vatten ansågs ha läkekraft och man drack det eller använde det för begjutning av sjuka människor. 
Källkulten går tillbaka till åtminstone den yngre stenåldern omkring 2000–1500 före Kristus. I Sverige finns av bland annat människoben i en offerkälla i Dags mosse vid Tåkern från den yngre stenåldern. 
Medeltidens pilgrimskällor liksom senare tiders brunnsdrickning har sitt ursprung i sådana sedvänjor från hednisk tid. Kända offerkällor var ofta samlingsplatser för ungdomen vid midsommar och andra högtider under den ljusa årstiden.  

## Offerkällor i Sverige i urval
- Mjölnarens källa vid Landsnora kvarn och såg i Sollentuna kommun
- Onskällan, foten av Halleberg
- Källan i Sånga kyrka
- Husaby källa
- Rockebro offerkälla
- Stavgard
- Sankt Olofs källa
- Aggarps offerkälla
- Ingemo källa